# Enkelschotsgeweer
Een enkelschotsgeweer is een vuurwapen waarbij voor elk schot met de hand een nieuwe patroon in de kamer moet worden geplaatst.
Een enkelschotsgeweer heeft geen magazijn in, onder, boven of naast het wapen.
Een voorbeeld van een enkelschots vuurwapen is het oorspronkelijke (niet op magazijnlading omgebouwde) Beaumontgeweer.
Voor het afschieten van een lichtkogel gebruikt men een enkelschotsvuurwapen.